# Wötzelsdorf
Wötzelsdorf (bis 1875 offizielle Schreibweise Wetzelsdorf) ist ein Gemeindeteil der Kreisstadt Kronach im oberfränkischen Landkreis Kronach in Bayern.

## Geographie
Im Dorf entspringt der Fischbach, ein linker Zufluss der Rodach. Im Osten steigt das Gelände ziemlich steil zur Anhöhe Lindig (487 m ü. NHN) an, während es im Westen eher flach bis zu dem 2,5 km entfernten Großen Roten Bühl (514 m ü. NHN) verläuft. Die Kreisstraße KC 12 führt an Tauschendorf vorbei nach Fischbach (1,5 km nordwestlich) bzw. zur Kreisstraße KC 6 bei Gössersdorf (1,8 km südlich). Eine Gemeindeverbindungsstraße verbindet eine weitere Gemeindeverbindungsstraße (1,9 km nordöstlich) zwischen Fischbach im Westen und Seibelsdorf im Nordosten. Ein Anliegerweg führt nach Vorderstöcken (0,9 km westlich).

## Geschichte
Die Erstnennung war im Jahr 1325 im Bamberger Urbar. Nach dem Lehensbuch des Bamberger Bischofs Albrecht erhielt im Jahr 1409 Johannes von Guttenberg elf Güter mit Zubehör in „Wazwesdorf“ zu Lehen.
Gegen Ende des 18. Jahrhunderts gab es in Wötzelsdorf 22 Anwesen. Das Hochgericht übte das bambergische Centamt Stadtsteinach aus. Die Dorf- und Gemeindeherrschaft hatte das Vogteiamt Stadtsteinach. Grundherren waren die bambergische Verwaltung Untersteinach (1 Hof, 3 Gütlein, 1 halbes Gütlein), das bambergische Kastenamt Kronach (1 Sölde), das Domkapitel Bamberg (2 Güter), die Verwaltung Prügel des Aufseesischen Seminars (2 Höfe, 1 Söldengütlein), das Rittergut Fischbach (6 Güter, 1 halbes Gütlein) und das Seniorat von Guttenberg (3 Höfe, 1 Drittelgütlein).
Mit dem Gemeindeedikt wurde Wötzelsdorf, bis 1875 Wetzelsdorf genannt, dem 1808 gebildeten Steuerdistrikt Fischbach zugewiesen. Mit dem Zweiten Gemeindeedikt (1818) entstand die Ruralgemeinde Wötzelsdorf, zu der Grünlinden, Horlachen und Vorderstöcken gehörten. Sie war in Verwaltung und Gerichtsbarkeit dem Landgericht Stadtsteinach zugeordnet und in der Finanzverwaltung dem Rentamt Stadtsteinach. In der freiwilligen Gerichtsbarkeit unterstand einige Anwesen dem Patrimonialgericht Fischbach (bis 1848) und dem Patrimonialgericht Untersteinach (bis 1848). Ab 1862 gehörte Wötzelsdorf zum Bezirksamt Stadtsteinach. Die Gerichtsbarkeit blieb bis 1879 beim Landgericht Stadtsteinach. Für Wötzelsdorf war ab 1880 das Amtsgericht Kronach, das Bezirksamt Kronach (1939 in Landkreis Kronach umbenannt) und das Rentamt Kronach (1919 in Finanzamt Kronach umbenannt) zuständig. Die Gemeinde hatte 1961 eine Fläche von 8,917 km².
Im Zuge der Gebietsreform in Bayern wurde die Gemeinde Wötzelsdorf am 1. Januar 1972 nach Fischbach eingegliedert, das am 1. Mai 1978 nach Kronach eingemeindet wurde.

### Ehemalige Kunstdenkmäler
Die folgenden Häuser listete Tilmann Breuer in dem Buch Landkreis Kronach von 1964 mit ihren ursprünglichen Hausnummern als Kunstdenkmäler auf. Sie sind in der Denkmalschutzliste nicht geführt, da sie entweder nicht aufgenommen, abgerissen oder stark verändert wurden.
- Haus Nr. 3: An einem Gebäude von 1913 befand sich eine Inschrifttafel des frühen 19. Jahrhunderts: „Dieses Haus ist mein und doch nicht mein der nach mir komt ist auch nicht sein“.[11]
- Haus Nr. 7: Eingeschossiger Wohnstallbau mit Satteldach, verputzt mit Eckquadern, der Scheitelstein der Wohnungstür war mit „1845“ bezeichnet.[11]
- Haus Nr. 17: Zweigeschossiger Wohnstallbau mit Satteldach, der Scheitelstein der Wohnungstür war mit „KW 1840“ bezeichnet.[11]
- Haus Nr. 18: Eingeschossiger, verputzter Wohnstallbau mit zur Hälfte abgewalmtem Mansarddach, verputzt mit Eckpilastern und Rahmungen aus Sandstein, der Scheitelstein der Wohnungstür war mit „JCK 1837“ bezeichnet.[11]
- Haus Nr. 19: Der Türsturz des Kellereinganges war mit „1744“  bezeichnet und, von späterer Wiederverwendung, mit „BK“.[11]

### Einwohnerentwicklung
Gemeinde Wötzelsdorf
| Jahr | Einwohner | Häuser | Quelle |
| ---- | --------- | ------ | ------ |
| 1840 | 190       |        | [ 2 ]  |
| 1852 | 253       |        | [ 2 ]  |
| 1855 | 265       |        | [ 2 ]  |
| 1861 | 255       |        | [ 12 ] |
| 1867 | 271       |        | [ 13 ] |
| 1871 | 277       | 45     | [ 14 ] |
| 1875 | 282       |        | [ 15 ] |
| 1880 | 327       |        | [ 16 ] |
| 1885 | 330       | 46     | [ 17 ] |
| 1890 | 324       | 45     | [ 18 ] |
| 1895 | 288       |        | [ 19 ] |
| 1900 | 291       | 48     | [ 20 ] |

| Jahr | Einwohner | Häuser | Quelle |
| ---- | --------- | ------ | ------ |
| 1905 | 289       |        | [ 19 ] |
| 1910 | 291       |        | [ 21 ] |
| 1919 | 276       |        | [ 19 ] |
| 1925 | 285       | 47     | [ 22 ] |
| 1933 | 272       |        | [ 19 ] |
| 1939 | 248       |        | [ 19 ] |
| 1946 | 363       |        | [ 19 ] |
| 1950 | 340       | 47     | [ 23 ] |
| 1952 | 325       |        | [ 19 ] |
| 1961 | 265       | 53     | [ 8 ]  |
| 1970 | 257       |        | [ 24 ] |

Dorf Wötzelsdorf
| Jahr      | 001818 | 001861 | 001871 | 001885 | 001900 | 001925 | 001950 | 001961 | 001970 | 001987 |
| Einwohner | 108    | 144    | 156    | 181    | 174    | 164    | 221    | 171    | 167    | 72     |
| Häuser    | 18     |        |        | 25     | 26     | 27     | 27     | 32     |        | 18     |
| Quelle    | [ 7 ]  | [ 12 ] | [ 14 ] | [ 17 ] | [ 20 ] | [ 22 ] | [ 23 ] | [ 8 ]  | [ 24 ] | [ 1 ]  |

## Religion
Der Ort war bis zur ersten Hälfte des 20. Jahrhunderts überwiegend evangelisch und ist nach St. Jakobus (Fischbach) gepfarrt. Die Katholiken waren ursprünglich nach St. Johannes der Täufer (Kronach) gepfarrt.